# Rhynchaglaea taiwana
Rhynchaglaea taiwana är en fjärilsart som beskrevs av Shigero Sugi 1980. Rhynchaglaea taiwana ingår i släktet Rhynchaglaea och familjen nattflyn. Inga underarter finns listade.

## Bildgalleri

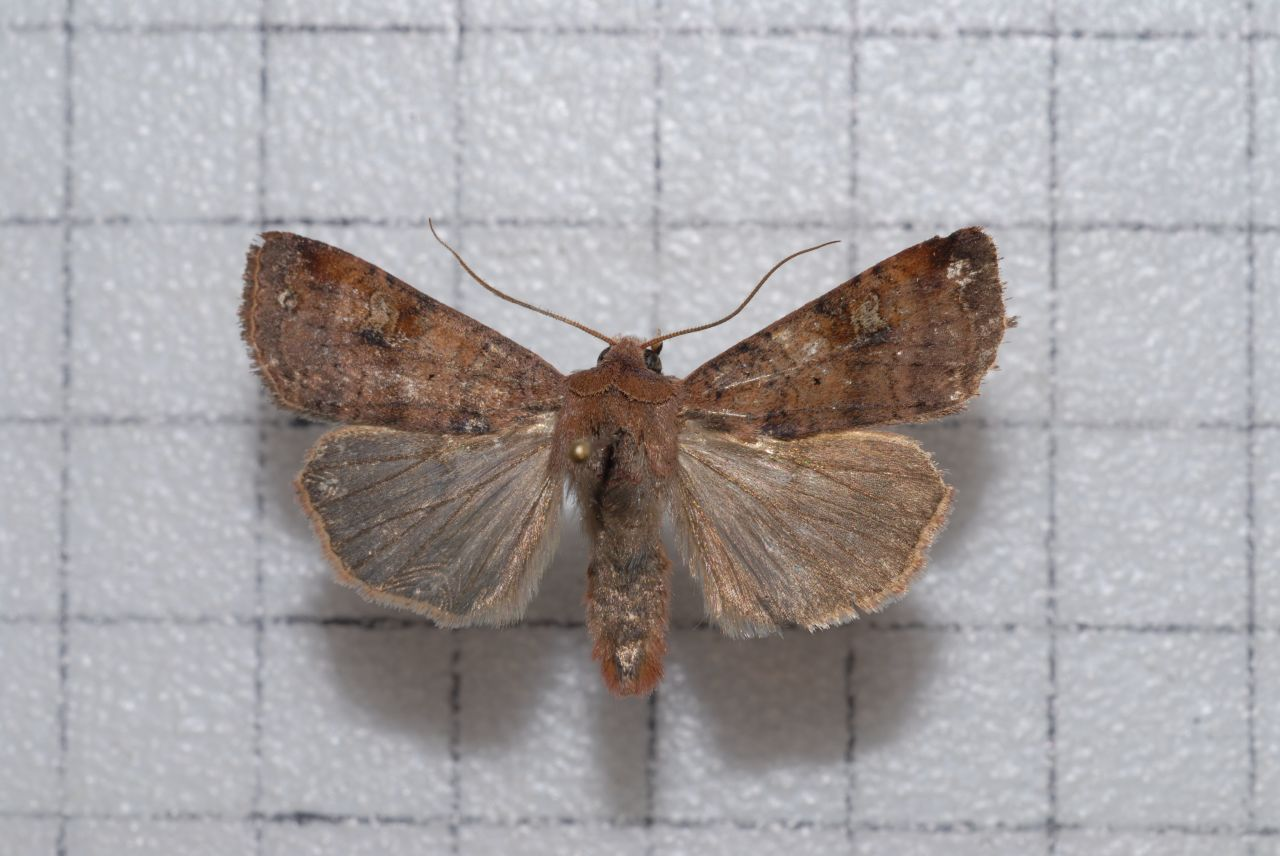